# Hernán Almendra
Hernán David Almendra (ur. 21 marca 2002) – argentyński zapaśnik walczący w stylu wolnym. 
Zajął piąte miejsce na igrzyskach panamerykańskich w 2023, a także na mistrzostwach panamerykańskich w 2023. Czwarty na igrzyskach Ameryki Południowej w 2022. Srebrny medalista igrzysk młodzieży w 2018. Mistrz panamerykański juniorów w 2022, a także trzeci wśród kadetów w 2017, 2018 i 2019 roku. 